# Univerza v Tokiu
Univerza v Tokiu (japonsko 東京大学, Tōkyō daigaku), znana tudi pod imenom Todai, je javna raziskovalna univerza s sedežem v tokijskem predelu Bunkjo. Sestavlja jo 10 fakultet, ki ponujajo študijske programe na vseh glavnih področjih naravoslovja in družboslovja, skupaj jih obiskuje skoraj 30.000 študentov. Ima tri večje kampuse v mestu, pod univerzo pa spada tudi 13 raziskovalnih centrov in 11 povezanih inštitutov.
Ustanovljena je bila leta 1877 kot prva izmed šesterice imperialnih univerz (teikoku daigaku) pod imenom Imperialna univerza v Tokiu, s čimer je najstarejša visokošolska ustanova v državi. Še vedno velja za najprestižnejšo univerzo na Japonskem in eno najprestižnejših v Aziji (sodeč po anketah med akademiki po vsem svetu), ki pa zaradi finančnih in organizacijskih težav v zadnjih letih izgublja svoj primat na račun kitajskih univerz. Tudi po akademskih in raziskovalnih dosežkih se uvršča blizu vrha različnih lestvic svetovnih univerz. Z njo je povezanih več prejemnikov Nobelovih nagrad, ki so tu študirali ali delovali kot profesorji, med njimi Takaaki Kadžita (nagrada za fiziko 2015) in Jošinori Ohsumi (nagrada za fiziologijo ali medicino 2016), oba profesorja in pred tem tudi študenta na Univerzi v Tokiu.